# Férfi síugró csapatverseny nagysáncon a 2014. évi téli olimpiai játékokon
A 2014. évi téli olimpiai játékokon a síugrás férfi csapatversenyét nagysáncon február 17-én rendezték a RusSki Gorki síugróközpontban, Krasznaja Poljanában. Az aranyérmet a német csapat nyerte. A versenyszámban nem vett részt magyar csapat.

## Eseménynaptár
Az időpontok moszkvai idő szerint (UTC+4), zárójelben magyar idő szerint (UTC+1) olvashatóak.
| Forduló         | Időpont                    |
| --------------- | -------------------------- |
| Döntő, 1. ugrás | február 17., 21:15 (18:15) |
| Döntő, 2. ugrás | február 17., 22:22 (19:22) |

## Eredmények
A verseny két sorozat ugrásból állt. A második sorozatban az első sorozat első nyolc helyezettje vehetett részt. Az összesített pontszám határozta meg a végső sorrendet. A távolságadatok méterben értendők.

### 1. ugrás
| Helyezés | R                      | Csapat                                                                                            | Távolság                      | Pont                          |
| -------- | ---------------------- | ------------------------------------------------------------------------------------------------- | ----------------------------- | ----------------------------- |
| 1.       | 11 11–1 11–2 11–3 11–4 | Németország (GER) · Andreas Wank · Marinus Kraus · Andreas Wellinger · Severin Freund             | 533,0 132,0 136,5 133,0 131,5 | 519,0 123,2 136,1 125,3 134,4 |
| 2.       | 12 12–1 12–2 12–3 12–4 | Ausztria (AUT) · Michael Hayböck · Thomas Morgenstern · Thomas Diethart · Gregor Schlierenzauer   | 527,5 134,0 129,0 136,0 128,5 | 516,5 127,7 124,3 136,0 128,5 |
| 3.       | 8 8–1 8–2 8–3 8–4      | Japán (JPN) · Reruhi Shimizu · Takeucsi Taku · Daiki Ito · Kaszai Noriaki                         | 524,0 132,5 127,0 130,5 134,0 | 507,5 127,8 117,9 130,3 131,5 |
| 4.       | 9 9–1 9–2 9–3 9–4      | Lengyelország (POL) · Maciej Kot · Piotr Żyła · Jan Ziobro · Kamil Stoch                          | 513,5 131,5 121,0 130,5       | 489,2 125,0 107,2 127,8 129,2 |
| 5.       | 10 10–1 10–2 10–3 10–4 | Szlovénia (SLO) · Jurij Tepeš · Robert Kranjec · Jernej Damjan · Peter Prevc                      | 515,0 133,0 120,5 128,0 133,5 | 488,2 127,1 103,9 119,5 137,7 |
| 6.       | 7 7–1 7–2 7–3 7–4      | Norvégia (NOR) · Anders Bardal · Anders Fannemel · Anders Jacobsen · Rune Velta                   | 511,0 137,5 129,5 119,0 125,0 | 486,0 137,7 123,4 111,5 113,4 |
| 7.       | 6 6–1 6–2 6–3 6–4      | Csehország (CZE) · Jakub Janda · Antonín Hájek · Roman Koudelka · Jan Matura                      | 504,0 131,0 128,0 122,5       | 476,0 123,3 121,4 122,1 109,2 |
| 8.       | 5 5–1 5–2 5–3 5–4      | Finnország (FIN) · Anssi Koivuranta · Jarkko Määttä · Olli Muotka · Janne Ahonen                  | 505,5 129,5 128,5 123,0 124,5 | 461,5 120,8 117,1 113,2 110,4 |
| 9.       | 4 4–1 4–2 4–3 4–4      | Oroszország (RUS) · Ilmir Hazetgyinov · Alekszej Romasov · Dmitrij Vasziljev · Gyenyisz Kornyilov | 487,5 121,0 124,5 123,5 118,5 | 422,3 102,1 108,5 113,2 98,5  |
| 10.      | 2 2–1 2–2 2–3 2–4      | Egyesült Államok (USA) · Peter Frenette · Nick Fairall · Anders Johnson · Nicholas Alexander      | 479,0 113,0 120,5 119,0 126,5 | 402,5 84,2 102,0 101,9 114,4  |
| 11.      | 1 1–1 1–2 1–3 1–4      | Dél-Korea (KOR) · Kang Chil-ku · Kim Hyun-ki · Choi Heung-chul · Choi Seo-woo                     | 476,5 116,5 126,0 117,0       | 402,0 91,2 113,5 99,5 97,8    |
| 12.      | 3 3–1 3–2 3–3 3–4      | Kanada (CAN) · Trevor Morrice · Dusty Korek · Matthew Rowley · MacKenzie Boyd-Clowes              | 488,0 117,5 121,5 125,5 123,5 | 399,2 94,3 102,6 94,7 107,6   |

### 2. ugrás
| Helyezés | R                      | Csapat                                                                                          | 1. ugrás pontszám | 2. ugrás                      | 2. ugrás                      | 2. ugrás | Összesített pontszám           |
| Helyezés | R                      | Csapat                                                                                          | 1. ugrás pontszám | Távolság                      | Pont                          | Hely.    | Összesített pontszám           |
| -------- | ---------------------- | ----------------------------------------------------------------------------------------------- | ----------------- | ----------------------------- | ----------------------------- | -------- | ------------------------------ |
| Arany    | 11 11–1 11–2 11–3 11–4 | Németország (GER) · Andreas Wank · Marinus Kraus · Andreas Wellinger · Severin Freund           | 519,0             | 528,0 128,0 134,5 131,0       | 522,1 125,5 132,0 133,9 130,7 | 2.       | 1041,1 248,7 268,1 259,2 265,1 |
| Ezüst    | 12 12–1 12–2 12–3 12–4 | Ausztria (AUT) · Michael Hayböck · Thomas Morgenstern · Thomas Diethart · Gregor Schlierenzauer | 516,5             | 528,0 130,0 133,5 132,5 132,0 | 521,9 130,4 129,9 130,2 131,4 | 3.       | 1038,4 258,1 254,2 266,2 259,9 |
| Bronz    | 8 8–1 8–2 8–3 8–4      | Japán (JPN) · Reruhi Shimizu · Takeucsi Taku · Daiki Ito · Kaszai Noriaki                       | 507,5             | 527,5 131,5 130,0 132,0 134,0 | 517,4 132,6 120,5 127,0 137,3 | 4.       | 1024,9 260,4 238,4 257,3 268,8 |
| 4.       | 9 9–1 9–2 9–3 9–4      | Lengyelország (POL) · Maciej Kot · Piotr Żyła · Jan Ziobro · Kamil Stoch                        | 489,2             | 529,0 129,0 132,0 133,0 135,0 | 522,6 126,8 126,3 129,7 139,8 | 1.       | 1011,8 251,8 233,5 257,5 269,0 |
| 5.       | 10 10–1 10–2 10–3 10–4 | Szlovénia (SLO) · Jurij Tepeš · Robert Kranjec · Jernej Damjan · Peter Prevc                    | 488,2             | 524,0 126,5 131,0 130,5 136,0 | 507,4 121,2 121,9 125,3 139,0 | 5.       | 995,6 248,3 225,8 244,8 276,7  |
| 6.       | 7 7–1 7–2 7–3 7–4      | Norvégia (NOR) · Anders Bardal · Anders Fannemel · Anders Jacobsen · Rune Velta                 | 486,0             | 522,0 133,0 130,5 125,5       | 504,7 134,8 125,4 125,8 118,7 | 6.       | 990,7 272,5 248,8 237,3 232,1  |
| 7.       | 6 6–1 6–2 6–3 6–4      | Csehország (CZE) · Jakub Janda · Antonín Hájek · Roman Koudelka · Jan Matura                    | 476,0             | 516,5 127,5 131,0 130,5 127,5 | 491,8 121,6 126,1 118,0       | 7.       | 967,8 244,9 247,5 248,2 227,2  |
| 8.       | 5 5–1 5–2 5–3 5–4      | Finnország (FIN) · Anssi Koivuranta · Jarkko Määttä · Olli Muotka · Janne Ahonen                | 461,5             | 512,0 130,0 124,0 126,0 132,0 | 481,3 126,5 110,5 114,1 130,2 | 8.       | 942,8 247,3 227,6 227,3 240,6  |